# Armand Jackson
Armand "Jump" Jackson (25 de marzo de 1917 - 31 de enero de 1985)  fue un baterista, líder de banda, compositor y propietario de un sello discográfico estadounidense de blues y R&B. Es mejor conocido por crear el contundente ritmo de "calcetín" que se encuentra en el fondo de muchas grabaciones de blues realizadas en Chicago, Illinois, Estados Unidos, a finales de los años 1940 y 1950.  Escribió varios temas populares, incluido su propio instrumental, "Midnight Shuffle". 
En 1958, creó La Salle Records. Cuatro años más tarde, fue el baterista de la primera gira europea del American Folk Blues Festival.

## Vida y carrera
Nació en Nueva Orleans, Luisiana, Estados Unidos. 
En algún momento se mudó a Chicago, Illinois, y en 1941 tocaba la batería y dirigía su banda, habiendo adquirido una residencia en el 308 Club. Al año siguiente, su conjunto actuó en el Sky Club y Jackson pasó a dirigir la banda de la casa en Martin's Corner desde finales de 1943 hasta 1945. Jackson también tocó en el Circle Inn en julio de 1944.  Al mismo tiempo, había comenzado a tocar en grabaciones, por ejemplo, el álbum recopilatorio de Sonny Boy Williamson I en Document Records, Complete Recorded Works, vol. 4 (1941-1945) contenía trabajos de batería de Jackson.  En enero de 1946, Jackson formó una banda de jump blues (de ahí el apodo) más permanente con Johnny Morton (trompeta), Sax Mallard (saxo alto) y más tarde Bill Owens (piano). Comenzaron a ser músicos de sesión habituales que Lester Melrose y sus hermanos juntaban para sesiones de grabación tanto en RCA Victor como en Columbia.  El sonido Melrose había dominado el blues de Chicago antes de la Segunda Guerra Mundial,  y tras eso Jackson grabó cuatro caras por derecho propio el 13 de septiembre de 1946 para Columbia, con St. Louis Jimmy Oden como voz en tres de ellas. La banda de Jackson también comenzó una permanencia de seis meses en el Blue Heaven Lounge. El 26 de septiembre y el 4 de octubre de 1946, Jackson grabó diez temas para Specialty.  El mismo año, grabó con Tampa Red en una formación compuesta por Blind John Davis, Ernest "Big" Crawford, Sax Mallard y, como líder del conjunto, Jackson tocando la batería.  En junio de 1947, la banda de Jackson grabó para Aristocrat. 
Jackson continuó desarrollando su exclusivo "ritmo de calcetín grasiento", que apareció en muchos de los discos de blues producidos en Chicago a finales de los años 1940 y principios de los 1950.  A finales de la década de 1940, Jackson había aparecido como líder de banda y baterista en muchas sesiones de Columbia, Specialty y Aristocrat. Durante este período apoyó a cantantes como St. Louis Jimmy Oden, Roosevelt Sykes, Sunnyland Slim y Leonard Caston.  También tocó la batería en muchos álbumes de blues urbano, desde John Lee Hooker hasta Robert Nighthawk. 
Jackson se diversificó en 1949, cuando comenzó a organizar reservas para otros músicos, y amplió esta área con el tiempo para mantener un próspero negocio paralelo como agente de reservas.   Durante la década de 1950, Jackson mantuvo un calendario de giras como líder de la banda y realizó trabajos adicionales en varios clubes de Chicago, aunque su trabajo discográfico casi se agotó. En 1958, deseando mantener una presencia discográfica y controlar otra parte del negocio de la música, Jackson creó su propio sello discográfico, La Salle Records.  El nombre del sello proviene de la dirección comercial de Jackson y del estudio de grabación "garaje" en South LaSalle Street,  una calle importante de norte a sur en Chicago que lleva el nombre de Robert de La Salle, uno de los primeros exploradores de Illinois.  A mediados de 1960, Lee Jackson, Eddie Clearwater, Little Brother Montgomery, Roosevelt Sykes, St. Louis Jimmy Oden, Sunnyland Slim, Tom Archia, Corky Roberts (en adelante) y Shakey Jake Harris fueron todos invitados a la "Blues Party" de Jackson. un evento de apertura organizado en el estudio del garaje de Jackson, en 5727 South La Salle Street.  Jackson le dio su apodo a Eddie Clearwater como una correlación con Muddy Waters.  Para ampliar este portafolio, Jackson comenzó a escribir canciones en serio. La canción de Jackson "Hey Big Momma" fue grabada por Roosevelt Sykes en su álbum de 1960, The Return of Roosevelt Sykes, en el que Jackson también tocaba la batería.   Además, Jackson tocó la percusión en cada pista del álbum recopilatorio de Sykes, Chicago Boogie, publicado en CD en 2004 por Delmark Records. 
El instrumental escrito por él mismo, "Midnight Shuffle", fue grabado por Jump Jackson Band y lanzado como sencillo en La Salle Records en 1961.    La canción de Jackson, "Angry Lover", fue grabada por Shakey Jake Harris en su álbum de 1961, Mouth Harp Blues .  El Jackson escrito, "Cry Cry Baby", fue grabado por Little Brother Montgomery en su álbum de 1961, Tasty Blues .  Las canciones de Jackson "Suicide Blues", "Good Woman Blues" y "Fool Blues" fueron grabadas por Curtis Jones para su álbum de 1961, Trouble Blues .   Jackson coescribió con Sonny Thompson siete de las pistas que aparecieron en el álbum de 1962 de Otis "Big Smokey" Smothers, Sings the Backporch Blues.   Otros que grabaron para el sello La Salle incluyeron a Eddie Boyd, Eddy Clearwater, Little Mack Simmons y Sunnyland Slim. 
En 1962, fue seleccionado para proporcionar la percusión en la primera gira europea del American Folk Blues Festival, aunque su estilo de tocar la batería en blues estaba siendo usurpado por un tipo de ritmo de fondo más duro, como lo ejemplificó Fred Below. 
Aunque sus días prolíficos habían terminado, Jackson continuó actuando hasta su muerte, en Chicago, el 31 de enero de 1985. 

## Legado
Blues from Up the Country es un álbum recopilatorio de 2003, que capturó muchas pistas con la batería de Jackson. 